# Джанго без окови
Джанго без окови (на английски: Django Unchained) е американски уестърн от 2012 година на режисьора Куентин Тарантино. Тарантино е и сценарист на филма и получава „Оскар за най-добър оригинален сценарий“ на церемонията, проведена на 24 февруари 2013 г.

## Сюжет
Внимание:  Текстът по-долу разкрива сюжета на произведението (или части от него)!
Три години преди избухването на Гражданската война в Америка двама братя търговци на роби, които карат петима роби за продажба, срещат един германец – д-р Кинг Шулц. Той се представя като странстващ зъболекар, но всъщност е „ловец на глави“. Шулц, научавайки че един от робите на име Джанго може да му помогне в търсенето на престъпната фамилия Бритъл, моли братята да му продадат Джанго. Братята грубо отказват на лекаря, но той спокойно убива единия от братята, а другия оставя да бъде разкъсан от робите.
Джанго се присъединява към лекаря и те отиват в малък град. Шулц казва на Джанго, че преследва братята Бритъл, които се крият под фалшиво име, и само Джанго може да ги идентифицира. За убийството на тези престъпници Шулц ще получи добри пари и е готов да даде 75 долара на Джанго. Освен това, ако Джанго помага на лекаря, ще получи свободата си. Братята някога са работили като надзиратели в плантацията, където е работил Джанго. Веднъж, когато Джанго и любимата му Брумхилда се опитали да избягат, братята брутално ги били с камшик. Така. ако намери и убие тези злодеи, Джанго ще отмъсти.
Докторът и Джанго намират братята в близкото имение на Спенсър „Големия татко“ Бенет, където Джанго убива двама от братята, а Шулц по-късно застрелва третия. Вбесен от подобно „поведение“ на гостите, „Големия татко“ организира нощна атака срещу лекаря и Джанго, но попада в капан и умира заедно с всичките си помощници. Виждайки колко ловък е Джанго с огнестрелно оръжие, лекарят му предлага да стане „ловец на глави“. Заедно те ще преследват и убиват особено опасни престъпници срещу награда и това ще позволи на Джанго да забогатее. В допълнение лекарят предлага на Джанго помощ при намирането на съпругата му Брумхилда.
През цялата сурова зима Шулц и Джанго проследяват и убиват престъпници и печелят голяма сума пари. Скоро лекарят и Джанго научават, че Брумхилда е купена от циничния и чудовищно жесток собственик на роби Калвин Канди, който обича да организира кървави битки на бойци мандинго. Всъщност това са гладиаторски борби, но с гладиатори от 19 век, които се убиват един друг за забавление на господарите си. Джанго иска незабавно да отиде в имението на Калвин Канди и да освободи Брумхилда със сила, но опитният Шулц предлага да се действа хитро. Той предлага Джанго да се представи като купувач на бойци мандинго и да се обърне за помощ към Канди. След като купи някакъв боец на солидна цена, Шулц ще поиска от Калвин (като „бонус“) да му продаде и Брумхилда.
Срещата с Калвин Канди прави ужасно впечатление на Шулц. Под прикритието на безупречен светски джентълмен, който говори френски, е скрит истински нечовек, който получава садистична наслада от кръв и убийства; нечовек, който може да нареди на кучета да разкъсат човек жив. Пристигайки в имението „Кандиленд“, приятелите почти успяват да заблудят Канди, но се намества икономът му – много коварен и подъл негър на име Стивън. Той веднага заподозрява, че нещо не е наред и по-късно предполага, че цялата тази измама е извършена с единствена цел да се откупи Брумхилда. След като научава истината, разяреният Канди иска 12 000 долара от Шулц и Джанго, заплашвайки да убие Брумхилда незабавно, ако той откаже. Шулц е принуден да се съгласи и любимата на Джанго е откупена за тази огромна сума пари. За да се подиграе със загубата на лекаря, Канди го кани да подпише сделката с ръкостискане. Това се превръща в последната капка, търпението на Шулц свършва и той просто убива Канди на място, след което веднага умира от ръцете на неговия бодигард.
Следва жестока престрелка, по време на която Джанго убива много от хората на Канди, но изчерпал боеприпасите се предава. На следващата сутрин сестрата на Калвин Канди, по съвет на Стивън, изпраща за наказание Джанго в мина за цял живот, където да работи до смърт. Той обаче успява да избяга, като измамва и убива охранителите. По-късно Джанго се връща в Кандиланд за отмъщение. Той убива оцелелите привърженици на Канди, сестра му и след това освобождава Брумхилда. Подлият Стивън е заслужил специално наказание от Джанго. Джанго го застрелва и в двете колена, карайки го да крещи от ужасна болка, а след това взривява с динамит къщата на робовладелеца, където е и Стивън.

## Актьорски състав
| Актьор             | Роля                                                              |
| ------------------ | ----------------------------------------------------------------- |
| Джейми Фокс        | Джанго Фрийман – освободен роб и „ловец на глави“                 |
| Кристоф Валц       | д-р Кинг Шулц – „ловец на глави“                                  |
| Леонардо ди Каприо | Калвин Канди – жесток робовладелец                                |
| Кери Уошингтън     | Брумхилда „Хилди“ фон Шафт – робиня, съпруга на Джанго            |
| Самюел Джаксън     | Стивън Уорън – иконом на Калвин Канди                             |
| Уолтън Гогинс      | Били Краш – един от помощниците на Калвин Канди                   |
| Денис Кристофър    | Леонид „Лео“ Могуи – адвокат на Калвин Канди                      |
| Джеймс Ремар       | Бъч Пуч / Ейс Спек – търговец на роби                             |
| Дейвид Стийн       | Стоунсифър – кучкар в имението на Калвин Канди                    |
| Дана Гурие         | Кора – робиня                                                     |
| Никол Галиция      | Шеба – робиня                                                     |
| Лора Каюет         | Лара Лий Канди-Фицуили – сестра на Калвин Канди                   |
| Ато Есандох        | Д'Артанян – роб                                                   |
| Сами Ротиби        | Родни – роб                                                       |
| Дон Джонсън        | Спенсър „Големия татко“ Бенет – голям земевладелец и робовладелец |
| Франко Неро        | Америго Весепи – един от гостите на Калвин Канди                  |

## Интересни факти
- В сцената, в която Калвин Кенди ядосан от измамата удря с юмрук по масата, Леонардо ди Каприо наистина смачква с длан малка стъклена чаша и от ранената му ръка бликва кръв. Но ди Каприо не обръща внимание на това и продължава да играе сцената. Куентин Тарантино е толкова впечатлен, че използва точно този вариант в крайната версия. Когато сцената приключва, целият филмов екип аплодира с възхищение смелостта и професионализма на ди Каприо. Ръката на Леонардо е превързана, но той предлага да размаже кръв по лицето на героинята на Кери Уошингтън. Тази идея се харесва на Тарантино и Уошингтън, но е размазана не кръвта на Лео, а грим.
- За същата сцена, в която разгневеният заради измамата Калвин Канди удря с юмрук по масата, Леонардо ди Каприо е ранен два пъти. При едното изпълнение той порязва дланта си, а при друго чукът се отделя от дръжката и удря Лео в главата.
- По време на снимките на сцената с вечеря в къщата на Калвин Канди, Леонардо ди Каприо е принуден да спре снимките, защото физически не може да произнесе толкова много расови обиди (думата „негър“ и нейните вариации). Ситуацията е спасена от афроамериканеца Самюъл Джаксън, който отвежда Лео настрана и му каза с невъзмутимо лице: „Виж, бяло копеле, това е нещо обичайно за нас“. Ди Каприо се засмива и успява спокойно да завърши трудната сцена.
- Когато д-р Кинг Шулц поставя динамит в макета на зъб на покрива на фургона, той си подсвирква основната тематична песен от филма „Джанго“.
- Във филма Джейми Фокс язди коня си Гепард, който му е подарък за рожден ден 4 години преди снимките.
- В оригиналния сценарий сцената на битката с мандинго и кучешката сцена са по-дълги и по-насилствени, но по-късно Тарантино изрязва и двете сцени.
- След завършването на филма композиторът Енио Мориконе обявява, че никога повече няма да си сътрудничи с Куентин Тарантино. Три години по-късно обаче Мориконе и Тарантино се срещат отново на снимачната площадка на филма „Омразната осморка“, който спечелва на Мориконе първата му награда „Оскар“ за най-добра оригинална музика.
- По време на тренировка по конна езда Кристоф Валц пада от коня си и сериозно наранява тазовата си кост, което не му позвлява да язди. Затова през първите четиридесет минути на филма, с изключение на една сцена в плантацията, д-р Кинг Шулц кара фургон, вместо да язди. След възстановяването на Валц, Джейми Фокс прави чудесен подарък на своя колега във филма – специално седло с предпазен колан, което елиминира възможността за падане.
- При получаването на първата си награда „Оскар“ за най-добър поддържащ актьор, Кристоф Валц завършва речта си при приемането ѝ с думите от филма: „Съжалявам, не устоях“. Именно тези думи казва неговият герой, убивайки злодея Калвин Канди и след това самият той умира.
- Кристоф Валц след като прочита за първи път сценария, отказва ролята, но Куентин Тарантино категорично настоява точно Валц да играе д-р Шулц. В резултат на това актьорът се съгласява с едно условие – неговият герой във филма никога да не действа негативно или лошо. В отговор Тарантино му изпраща ръкописно писмо, на което е написано на немски: „Jawoh, mein Herr!“ („Разбира се, милорд!“)
- Ако Брумхилда трябва да бъде откупена обратно не през 1859 г., а през 2015 г., тогава Джанго и д-р Шулц ще трябва да платят не 12 000 долара, а цели 318 000 долара (заради инфлацията).
- Тарантино обмисля много актьори за ролята на Джанго: Уил Смит, Идрис Елба, Крис Тъкър, Теренс Хауърд, Майкъл Кенет Уилямс и Тайрис Гибсън, но в крайна сметка ролята отива при Джейми Фокс.
- Филмът е заснет за сто и тридесет дни. Това е най-дългият графичен филм за Куентин Тарантино в неговата режисьорска кариера.
- Маскираните хора, които заедно с „Големия татко“ преследват Джанго и д-р Шулц, съществуват в действителност. Те са се наричали „Regulators“ („Регулатори“) и са духовни предци на Ку-Клукс-Клан, формиран през 1865 г. след края на Гражданската война в Америка.
- В интервю Куентин Тарантино казва, че не случайно е избрал фамилията „фон Шафт“ за Брумхилда. Според неговата идея Джанго и Брумхилда са далечните предци на чернокожия частен детектив Джон Шафт от филма „Шафт“ от 1971 г.
- Актьорът Джона Хил трябвало да изиграе в този филм герой на име Скоти Хармони, син на робовладелци от Юга, който е купил Брумхилда за сексуално забавление. По-късно Тарантино напълно премахва тази сюжетна линия от филма.
- Игралното време във филма на Кристоф Валц е един час, шест минути и седемнадесет секунди, което е рекорд сред всички актьори, които някога са печелили Оскар за най-добър поддържащ актьор.
- Докато снима в Джаксън Хоул, Уайоминг, Куентин Тарантино наема местно кино, за да прожектира самурайски и западни филми от личната си колекция.
- Синият кадифен костюм на Джанго е базиран на известната картина от 1770 г. „Момчето в синьо“ от английския художник Томас Гейнзбъроу.
- Името „Джанго“ е циганско име, което означава „Буден съм“.
- Когато д-р Шулц се опитва да купи войн мандинго от Калвин Канди, той казва, че ще му даде ново име – „Черния Херкулес“. Това е истинският прякор на Кен Нортън – актьор и боксьор, който участва във филма „Мандинго“ от 1975 г.
- Кевин Костнър отказва ролята на Ейс Уди и това е второ оттегляне на Костнър от филм на Тарантино. Костнър преди това отказва ролята на Бил в „Убий Бил“.
- Калвин Канди, показващ черепа на негъра на Бен, обяснява, че той има три трапчинки, които уж са отговорни за подчинението. В този момент Канди се позовава на науката френология, която обяснява връзката между човешката психика и повърхността на черепа. В началото на 20 век всички теории за френологията са опровергани и тя е призната за псевдонаука.
- В този филм актьорите Джейми Фокс и Кери Уошингтон участват като двойка за втори път. Двамата преди това изиграват двойката Рей Чарлс и Дела Би Робинсън във филма Рей от 2004 г.
- При снимките на някои от диалозите между Джанго и д-р Шулц, Тарантино нарежда да се пусне фонова музика на снимачната площадка.
- Пускането на филма в Китай се забавя от правителствената цензура. Исканията им включват „потъмняване на кръвта“ и „намаляване на нивото на пръскане на кръв“.
- Първоначално е планирано филмът да бъде от две части, но по-късно Тарантино се отказва от тази идея, в резултат на което много епизоди и дори сюжетни линии са премахнати по време на окончателната редакция. По-специално е изрязана цялата история с героинята на Зоуи Бел, която обяснява защо тя носи бандана на лицето си.
- С бюджет от сто милиона долара това е най-скъпият филм, режисиран някога от Куентин Тарантино.
- В началото на филма, когато д-р Кинг Шулц освобождава Джанго, един от собствениците на роби нарича един от робите „Боровинки“. Това е препратка към комикса „Боровинка“, създаден от Жан Жиро и Жан-Мишел Шарлие. Комиксът се развива в Дивия Запад в САЩ, където главният герой първоначално е расист, но след като е спасен от афроамериканец, героят започва да се бори срещу расовата дискриминация.
- Това е първият филм на Куентин Тарантино, в който не участва несменяемата редакторка Сали Менке, след като тя умира през 2010 г.
- Актьорът Дейвид Стийн играе във филма кучкаря г-н Стоунсифър. Преди това Стийн играе във филма „Глутница кучета“ полицай, който също е кучкар.
- Пушката, използвана от д-р Шулц, е Бъфало от 1874 г., т.е. тази пушка всъщност се е появила двадесет години по-късно, отколкото е показано във филма.
- Около средата на филма д-р Кинг Шулц казва: „Например няма да умра в окръг Чикасоу, Мисисипи, САЩ“. За съжаление точно там той умира.
- Филмът получава позитивни отзиви и е номиниран за Златен глобус.
- Снимките на филма започват през ноември 2011 година и завършват след 130 снимачни дни. Саундтракът на филма е пуснат няколко дни преди премиерата и жъне страхотен успех.